# Kolonialdistrikt Upernavik

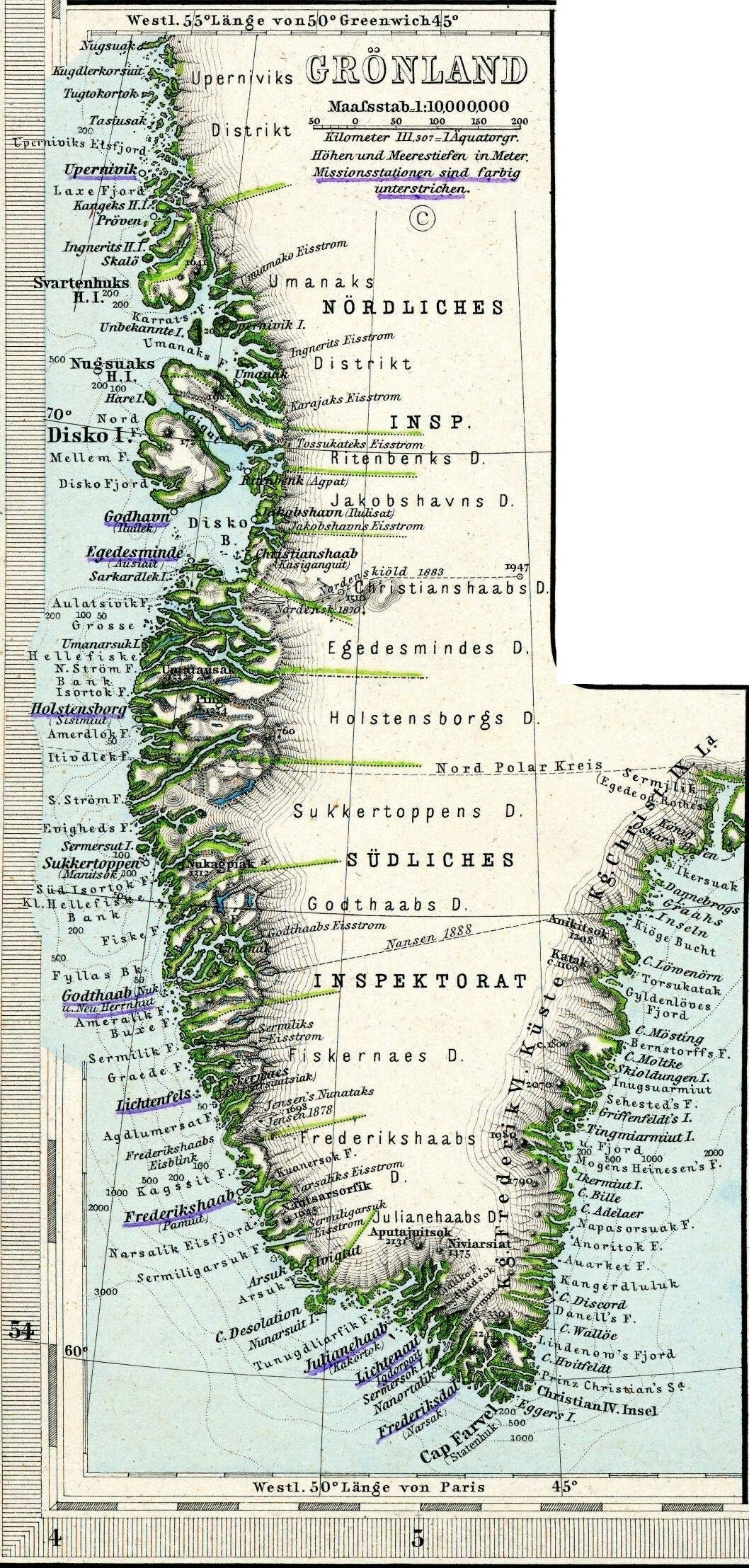
Ausschnitt aus einem Atlasblatt im Stielers Handatlas

Der Kolonialdistrikt Upernavik war ein Kolonialdistrikt in Grönland. Er bestand mit Unterbrechungen von 1769 bis 1950.

## Lage
Der Kolonialdistrikt reichte von der Melville-Bucht im Norden bis zur Halbinsel Sigguup Nunaa (Svartenhuk Halvø) im Süden. Im Norden grenzte der Kolonialdistrikt Thule an, im Süden der Kolonialdistrikt Ũmánaĸ. Vor der Gründung von Thule war der Kolonialdistrikt Upernavik der nördlichste des Landes.

## Geschichte

### Bis zur Kolonialisierung
Der Distrikt wurde schon im Mittelalter von den Grænlendingar besucht. Dies bezeugt der 1824 gefundene Runenstein von Kingittorsuaq, der etwa aus dem 13. Jahrhundert stammt. Zudem gibt es eine alte Sage, laut der Grönländer hier eine Gruppe Europäer überfielen, von denen ein Ehepaar zu Stein erstarrte. Diese Stelle nannte man Qallunaarsuit („die großen Weißen“). 1825 war nur noch einer der Steine übrig, 1920 waren beide verschwunden. Einige Ruinen wurden zudem für von den Grænlendingar errichtet gehalten, möglicherweise stammten sie aber auch von holländischen Walfängern.
1616 besuchte der englische Seefahrer William Baffin den Archipel, den er Women Islands nannte. 1635 erreichte erstmals holländische Walfänger die Gegend, die die Inseln gemäß der englischen Bezeichnung Vrouwen Eylande nannten. Auf sie geht auch die Bezeichnung Zwarten Hoek für die Halbinsel Sigguup Nunaa, die die Südgrenze des Distrikts bildet, zurück. Die holländischen Walfänger blieben bis etwa 1800 in der Gegend tätig, bevor sie von englischen und schottischen Walfängern abgelöst wurden.

### Gründungsphase
Auch knapp ein halbes Jahrhundert nach Beginn der Kolonialisierung war die Gegend den Dänen nicht bekannt und es gab kein Interesse, die Kolonialgebiete bis hierhin auszuweiten. Nach der Gründung der Kolonie Uummannaq um 1760 schlug Carl Dalager 1768 vor noch weiter nach Norden zu ziehen, um dort eine neue Kolonie zu gründen. Am 30. Juni 1769 reiste Andreas Bruun in der Kolonie Ritenbenk in Saqqaq ab und erreichte am 5. Juli die Insel Qeqertaq. In der Gegend suchte er nach einer geeigneten Stelle für eine Kolonie. Die Idee, die Kolonie in Kangersuatsiaq zu gründen, wurde wegen der schlechten Hafenverhältnisse verworfen. Stattdessen wurde in Eqaluit weit im Süden des heutigen Distrikts die Kolonie Rosenkrantz gegründet, die nach Staatsminister Frederik Christian Rosenkrantz benannt wurde, der zu dieser Zeit Direktor von Det almindelige Handelskompagni war, die mit dem Handel in Grönland beauftragt war.
Die nächsten Grönländer lebten jedoch im 26 km nordwestlich gelegenen Kangersuatsiaq. Bruun zählte im Februar 1770 14 Häuser mit 91 Jägern und ihren Familien. Carl Dalager zählte 1771 66 Familienväter, 140 Jäger und insgesamt 380 Einwohner. Neben Kangersuatsiaq waren weitere Wohnplätze Arnarissoq, Naajaat, Kingittoq, Upernaviarsuk und Uigorleq. Dazu berichtete Bruun noch von drei Häusern, die bis zu 28 (Dänische) Meilen (über 200 km) nördlich der Kolonie lagen, was etwa dem heutigen Nuussuaq entspricht. Weil die Bevölkerung so weit entfernt lebte, suchte Bruun in der Gegend noch im Herbst 1769 nach einer besser geeigneteren Stelle, die er in Upernavik fand. 1771 wurde die Kolonie an ihre heutige Stelle versetzt und am 8. August 1772 offiziell eingeweiht.
Im Winter 1773 wurde der Garnfang in Upernavik begonnen und er stellte sich als erfolgreich heraus, aber die Grönländer, die diese Art der Jagd bis dahin nicht kannten, konnten nicht recht zur Umstellung ihrer Jagdmethoden bewegt werden.
1779 wurde die Missionierung im Kolonialdistrikt Upernavik aufgenommen. Der erste Missionar war der Isländer Ólafur Gunnlaugsson Dahl, aber er starb nach acht Jahren an schlechter Gesundheit, wie es viele der Europäer traf. 1790 gab es 80 getaufte Grönländer im Kolonialdistrikt.

### Doppelte Aufgabe und Neugründung der Kolonie
Die für damalige Verhältnisse außergewöhnlich weit im Norden liegende Kolonie war, was den Handel betraf, anfangs wenig erfolgreich und viele Kolonialisten starben an Skorbut, verhungerten, erfroren oder entgingen dem direkt durch Suizid. 1788 überlegte man die Kolonie aufzugeben und die Bevölkerung in den Kolonialdistrikt Ũmánaĸ migrieren zu lassen. Kaufmann Christen Andersen Enghel schlug vor die Kolonie wieder nach Eqaluit zu verlegen, während Carl Dalager sie lieber weiter im Inland sehen wollte. Obwohl die ansässigen Kolonisten die Kolonie weiterbetreiben wollten, wenn auch an anderer Stelle, wurde am 18. Mai 1789 beschlossen die Kolonie aufzugeben. Der Plan wurde 1790 realisiert, aber die meisten Menschen blieben in der Gegend wohnen und so wurde zeitnah die Wiederaufnahme der Kolonie diskutiert. 
Nachdem man es nicht geschafft hatte, den Distrikt in den Kolonialdistrikt Ũmánaĸ zu integrieren, wurde 1793 von Inspektor Børge Johan Schultz ein Schiff dorthin gesandt, um Handel zu treiben. Weil dies erfolgreich war und die Grönländer um dänischen Schutz vor räuberischen englischen Walfängern baten, schlug der Inspektor die Errichtung einer Anlage vor, die zu Uummannaq gehören sollte. Die Direktion von Den Kongelige Grønlandske Handel lehnte dies ab und so ließ Schultz stattdessen ein Schiff aus der Kolonie Godhavn den Distrikt befahren, das von Oberassistent Johan Christian Steen aus Imerissoq geführt wurde.
Weil die Fahrten außerordentlich erfolgreich waren, wurde 1796 eine Anlage unter Godhavn gegründet. 1797 hatte der Kolonialdistrikt 403 Einwohner, die neben Upernavik in Illunnguaq, Ikerasak, Qaarsorsuaq, Aappilattoq, Naajaat, Taartoq, Tussaaq, Paagussat und Uigorleq lebten. 1799 erwog man die Einordnung der Anlage unter einer potentiellen neuen Kolonie in Nuussuaq (dem früheren Koloniestandort von Uummannaq, nicht zu verwechseln mit obigem), aber der Plan, Nuussuaq wieder zur Kolonie zu machen, wurde verworfen.
Es wurde ein Walfangleiter angestellt, um die Gegend auch für den Walfang zu nutzen. 1805 wurde auch ein Walfangversuch in Kangersuatsiaq begonnen. Der Walfang stellte sich aber als erfolglos heraus und wurde so bald wieder aufgegeben. 1827 wurde ein zweiter Versuch in Kangersuatsiaq ebenso schnell wieder beendet. Stattdessen hatte man schon früh beschlossen sich wieder auf den Garnfang zu konzentrieren. 1800 wurde ein Udsted in Kangersuatsiaq aufgebaut, 1802 in Kingittoq und 1805 folgten Udsteder in Aappilattoq und Tasiusaq.
1805 lebten 449 Menschen im Kolonialdistrikt, verteilt auf die Orte Upernavik, Kangersuatsiaq, Nunngarut, Ingiullisoq (?), Illorsuaq, Illunnguaq, Naajaat, Aappilattoq, Saveerneq, Uigorleq, Paatit und Tasiusaq.
1805 wurde Upernavik wieder zur Kolonie ernannt. Während des Kriegs von 1807 bis 1814 geriet Upernavik in eine wirtschaftliche Notlage, weil jahrelang kein Schiff die Kolonie erreichte. 1811 wurde ein Teil der Kolonisten abgeholt, darunter der Kaufmann. 1812 sollte auch der Rest heimgebracht werden, aber das Schiff erreichte die Kolonie wegen des schlechten Wetters nicht. Im Winter 1813 wurden zur Versorgung Hundeschlittentrupps nach Upernavik geschickt. Im Sommer desselben Jahres wurden weitere Dänen abgeholt. Als 1814 auch eine Pockenepidemie ausbrach, verließ als einzig Übriggebliebener auch Niels Larsen Steenholdt mit seiner grönländischen Familie den Ort.
Ab 1817 wurden wieder Handelsfahrten von der Kolonie Godhavn aus vorgenommen, aber sie waren wenig erfolgreich, weil Engländer das Gebiet wieder in ihren Händen hatten. Um ihnen zuvorzukommen, schlug man die neuerliche Gründung von Udstedern vor und 1823 wurde Upernavik selbst als Udsted unter Godhavn neugegründet. 1826 erhielt Upernavik erneut den Koloniestatus.

### 19. Jahrhundert
In den ersten Jahren gelang es nicht, die Mission wieder aufzubauen. Der Missionar Andreas Fridsch Hønne bot 1823 an, in Upernavik sowohl in Kirchen- als auch in Handelsdiensten tätig zu werden, aber das Missionskollegium lehnte die Arbeit so weit im Norden ab. Erst 1825 gelang es, einen Katecheten anzustellen, der aber nach zwei Jahren wieder aufgab. 1833 konnte mit Christen Christensen Østergaard wieder ein Missionar angestellt werden. Zu Beginn des 19. Jahrhunderts wurden im Kolonialdistrikt Upernavik die letzten Heiden Westgrönlands getauft, aber das Heidentum blieb vielen Grönländern nah und so gab es auch im 20. Jahrhundert noch viele heidnische Einflüsse auf den christlichen Glauben im Distrikt.
In den 1840er Jahren baute eine englische Minengesellschaft Grafit auf der Insel Akia direkt südlich der Kolonie ab. Zuvor war die Gegend nahe Eqaluit zur Zeit, als die Kolonie dort lag, für den Kohlebergbau genutzt worden. 1826 war eine Wiedernutzung der Kohlevorräte dort verworfen worden.
1850 lebten 450 Menschen im Kolonialdistrikt, verteilt auf Upernavik, Kingittoq, Qamaneq, Inussuk, Aappilattoq, Arpik, Kangersuatsiaq, Saveerneq, Ammaasaq, Sioraq, Kissaaq und Ikerasak.

### 20. Jahrhundert
1911 wurde der Kolonialdistrikt in sechs Gemeinden geteilt: Tasiussaĸ, K'agsserssuaĸ, Augpilagtoĸ, Upernavik, Prøven und Søndre Upernavik. Diesen Gemeinden waren im Jahr 1918 insgesamt 19 Wohnplätze untergeordnet. 1923 wurde aus der Gemeinde Tasiussaĸ die Gemeinde Kraulshavn ausgegliedert. Die Gemeinde K'agsserssuaĸ wurde Mitte der 1920er Jahre durch die Gemeinde Tugssâĸ ersetzt. Als die Orte Kullorsuaq und Qaarusulik besiedelt wurden, musste die Grenze des Kolonialdistrikts nach Norden verlegt werden, weil die Grönländer im Niemandsland gesiedelt hatten.
1915 wurde der Kolonialdistrikt ein eigener Arztdistrikt, nachdem er aus dem Arztdistrikt von Uummannaq ausgegliedert wurde.
Als Hans Jensen Bryder, Morten P. Porsild und Hother Ostermann 1921 den Kolonialdistrikt beschrieben, hieß es, dass die meisten Einwohner teils europäischer Abstammung waren, viele aber auch noch reine Inuit waren. Man ging davon aus, dass einige von Inughuit abstammten.
Bei der Verwaltungsreform 1950 wurde der Kolonialdistrikt zur Gemeinde Upernavik.

## Orte
Folgende Orte befanden sich im Kolonialdistrikt:
- Aappi
- Aappilattoq
- Ammaasaq
- Appaalissiorfik
- Eqqorleq
- Ikerasaarsuk
- Ikerasak
- Ikermiut
- Illulik
- Inussugaarsuk
- Inussuk
- Innaarsuit
- Itilliarsuk
- Itissaalik
- Kangersuatsiaq
- Kingittoq
- Kittorsaq
- Kullorsuaq
- Kuuk
- Mernoq
- Naajaat
- Nutaarmiut
- Nutaarmiut (Upernavik, südlich)
- Nuussuaq
- Paagussat
- Qaarsoq
- Qaarusulik
- Qassersuaq
- Qeqertaq
- Saattoq
- Saattoq
- Saffiorfik
- Sarfaq
- Saveerneq
- Sioraq
- Tasiusaq
- Tunoqqu
- Tussaaq
- Uingasoq
- Uluaa
- Upernaviarsuk
- Upernavik
- Upernavik Kujalleq